# Dana Scott
Dana Stewart Scott (n. 11 octombrie 1932, Berkeley, California, SUA) este un matematician și informatician american, cu importante contribuții în domeniul teoriei automatelor, pentru care a primit Premiul Turing în 1976. De asemenea, în anii 1970, în colaborare cu Christopher Strachey, a pus bazele abordărilor moderne din domeniul semanticii limbajelor de programare.